# Lago Jack London
El lago Jack London (en ruso: Озеро Джека Лондона, romanizado: Ozero Dzheka Londona) es un lago de una superficie de 14,5 km² (5,6 mi²) ubicado en el Óblast de Magadán, Rusia.
El lago se encuentra a 803 metros (878,2 yd) sobre el nivel del mar entre la cordillera Angachak al oeste y el Uaza-Ina al este, en los tramos superiores de la cuenca del río Kolimá. La salida es el Kiuyel-Sien, un afluente de éste.
Fue nombrado en 1932 en honor al escritor, periodista y activista socialista estadounidense Jack London por el geólogo ruso P. Skornyakov, siguiendo el deseo de Yuri Bilibin, el jefe de la primera expedición geológica a Kolimá, quien había expresado la idea de nombrar una de las ubicaciones geográficas aún sin nombre en el Extremo Noreste en honor al escritor.
El lago contiene cuatro islas. Una de ellas, la isla Vera, cuenta con una estación meteorológica.